# Пьерлуиджи Пиу
Пьерлуиджи Пиу (итал. Pierluigi Piu; род. 1954, Кальяри) — итальянский архитектор.
Учился в Университете Архитектуры во Флоренции, и в этом городе он жил до 1989 года. Здесь же он основал компанию ‘Atelier Proconsolo’, которая занималась дизайном. Под эгидой своей студии в 1982—1985 годах Пьерлуиджи принимал участие в выставках и ярмарках не только в Италии, но и за рубежом. С 1985 года он работал младшим консультантом по дизайну интерьера и продуктов в фирме ‘ACME Consultants’, расположенной в Париже. Пьерлуиджи принимал участие в разработках продукции для таких фирм, как Gaz de France Essilor (мирового лидера по производству очков) и автоконценрна Fiat-Iveco. В 1990 он начал сотрудничать с бельгийским архитектором Пьером Лаллемандом (Pier Lallemand) в «Art & Build» в Брюсселе. В 1991 году Пьерлуиджи Пиу начинает работать под своим именем впервые в Англии, перед тем как вернуться на родину в Калгиари, где он открыл свой офис и начал работать в сфере интерьера и архитектуры.
С 1996 по 1998 годы Пьерлуиджи Пиу возвращается в Брюссель, куда его пригласил архитектор Стивен Бекерс (Steven Backers) для сотрудничества в проекте реконструкции и восстановления дворца Берлеймонт, исторического места Консульства Министров Европейского Сообщества. Совместно со специально созданной международной комиссией он проводил координацию и контроль эстетического и формального языка дизайна интерьера всего здания. В 2006—2007 году он был ответственным за дизайн интерьеров двух коммерческих проектов в Лондоне, за которые ему были вручены премии «Российская Международная Архитектурная Премия 2007» в Москве и «Международная Премия Дизайна 2008» в Лос-Анджелесе, а также «Премия Дизайна Archi-Bau 2009» в Мюнхене, Германия.
С 2009 года он работает редактором Британского архитектурного интернет-проекта restaurantandbardesign.com и является членом Итальянской Академии Мысли и Цвета (Accademia del Pensiero a Colori). Находясь в основном в Кальяри, он продолжает свою профессиональную карьеру, выполняя дизайн-проекты частных резиденций и коммерческих проектов, в том числе и за рубежом. Его работы и дизайн были отмечены в различных книгах по дизайну и архитектуре выпущенных в Европе, США, Азии, а также в наиболее важных национальных и международных специализированных журналах.